# Liste de festivals humoristiques
Cette page dresse la liste des principaux festivals humoristiques, classés par pays.

## Allemagne
- Francfort : European Comedy Festival

## Autriche
- Vienne : Comicodeon
- Vienne : Festival du rire francophone

## Belgique
- Bastogne : Festival du Rire de Bastogne #RireBastogne
- Liège : Le Voo Rire de Liège
- Rochefort : Festival du Rire de Rochefort
- Namur : Le Namur Is A Joke

## Canada
- Alma : Festival d'humour d'Alma
- Montréal : Juste pour rire
- Montréal : Zoofest
- Québec : ComediHa!
- Val-d'Or : Festival d'humour de l'Abitibi-Témiscamingue

## France
- Bisseuil : Rire en Champagne
- Antibes : Bœuf Théâtre
- Besançon : Drôlement Bien
- Bordeaux : Les fous rire de Bordeaux
- Bourg-la-Reine : Festival de l'humour
- Bourges : Festival Bourges Humour et Vin[1]
- Cabasse : Festival du Rire de Cabasse
- Cannes : Le Gala de l'humour Cannois
- Cannes : Performance d'Acteur
- Cavaillon : Festival du Rire de Cavaillon
- Chambéry : Zygomatic festival
- La Chapelle-d'Andaine : Les Andain'ries
- Colmar : Festival d'Humour de Colmar
- Crillon-le-Brave : Festival d'Humour du Ventoux
- Dinard : Dinard Comedy Festival
- Écully : Trempolino
- Eure-et-Loir : Top in Humour
- Gravelines : Festival du rire
- Heyrieux : Arrius en Scène
- Mâcon : Les Vendanges de l'Humour
- Marseille : Festi'Femmes
- Matignon : Festival de Théâtre pour Rire
- Mauves sur Loire : Festival Mauves de Rire
- Les Ménuires : Friendly Menuires Festival (anciennement Les Menuires du rire)
- Paris : Festival d'humour de Paris
- Plougastel : Les feux de l'humour
- Les Sables-d'Olonne : Le Souffleur d'Arundel
- Saint-Denis-la-Chevasse : Festival l'Air d'en Rire
- Sainte-Marguerite : Rire en Vosges
- Saint-Étienne : ArcomiK (anciennement Festival des Arts Burlesques)
- Saint-Gervais-les-Bains : Mont-Blanc d'Humour
- Saint-Tropez : Déclarations d’Humour à Saint-Tropez
- Strasbourg : Drôles de Zèbres
- Toulouse : Festival international du film grolandais
- Toulouse : Le Printemps du rire
- Tournon-sur-Rhône : Festival National des Humoristes
- Vaour : L'Été de Vaour
- Vervins : Festival du rire de Vervins
- Vienne : Festival d'Humour de Vienne
- Villard-de-Lans : Villard-de-Lans vit l'art de rire
- Villeneuve-sur-Lot : Festival du Rire de Villeneuve-sur-Lot
- Villeurbanne : Tremplin de l'Humour
- Yssingeaux : Festival du rire
- Festival itinérant : Youhumour
- Festival itinérant : Mon Village Invite l'Humour

## Maroc
- Agadir : Festival du rire d'Agadir
- Marrakech : Marrakech du rire
- Casablanca : Festival international du rire

## Russie
- Saint-Pétersbourg : Ostap d'or

## Serbie
- Belgrade : Salon international de la caricature de Zemun

## Suisse
- Arosa : Humorfestival
- Champéry : Maxi-Rires festival
- Genève : Festival du rire de Genève
- Montreux : Festival du rire de Montreux
- Morges : Morges Sous-rire

## Ukraine
- Odessa : Humorina (en)